# Yvan Goll
Yvan Goll, nato Isaac Lang (Saint-Dié, 29 marzo 1891 – Neuilly-sur-Seine, 27 febbraio 1950), è stato uno scrittore, poeta, drammaturgo e traduttore francese naturalizzato tedesco.

## Biografia
Figlio di un rappresentante di tessuti di famiglia ebraica, morto quando lui aveva soltanto sei anni, Yvan Goll lascia il dipartimento dei Vosgi con la madre per andare a stabilirsi presso parenti a Metz, all'epoca città tedesca, dove sua madre lo fa naturalizzare per facilitargli il percorso scolastico. Frequenta quindi gli studi di diritto alle università di Strasburgo, Friburgo in Brisgovia et Monaco di Baviera, laureandosi nel 1912. Nel 1913, a Berlino, partecipa al movimento espressionista e in un breve testo lirico, Le Canal de Panama, descrive la lotta degli elementi contro l'uomo e l'eroica apertura del medesimo canale. Una nuova versione del medesimo testo, pubblicata nel 1918 si conclude in una chiave fortemente pessimistica.
Dal 1914 al 1919, per sfuggire alla guerra, ripara in Svizzera, dove milita con i suoi scritti nel gruppo pacifista raccolto attorno a Romain Rolland e Henri Guilbeaux. Lì nel 1917 incontra Claire (Klara) Studer, nata Aischmann, giornalista e donna di lettere, divorziata dall'editore Heinrich Studer, che nel 1921 diventerà sua moglie. A Zurigo, frequente Hans Arp, Tristan Tzara e Francis Picabia, e pubblica in particolare un grosso poema intitolato Le Requiem pour les morts de 1916.
Trasferitasi a Parigi nel 1919, la coppia si lega con scrittori e artisti come André Malraux, Fernand Léger, Blaise Cendrars, Marc Chagall, Robert Delaunay e Claire Goldschmidt-Malraux. Nel 1920 Marcel Mihalovici compone la musica per Mélusine, opera in 4 atti di Yvan Goll, la cui versione tedesca, datata 1924, sarà ulteriormente messa in musica da Aribert Reimann e rappresentata a partire dal 1971. A Parigi Goll pubblica alcune antologie di poeti tedeschi e francesi e vive di traduzioni in tedesco (traducendo tra l'altro testi di Blaise Cendrars e l'Ulisse di James Joyce. Nel 1924 fonda la rivista Surréalisme urtandosi con André Breton e la sua cerchia.  Nel 1927 scrive il libretto di un'opera surrealista, Royal Palace, messa in musica da Kurt Weill. Scrive inoltre la sceneggiatura della cantata Der Neue Orpheus,  sempre di Weill.
In Francia e Germania appaiono sue raccolte di poesie oltre a romanzi e saggi. La più nota tra le sue opere teatrali ancora segnate dall'espressionismo è Mathusalem ou l'Éternel Bourgeois. Nelle canzoni di Jean sans Terre esprime la sua solitudine di uomo, di ebreo errante sballottato tra due culture. È del 1929 il romanzo Sodome et Berlin
Dal 1939 al 1947, la coppia si rifugia negli Stati Uniti per sfuggire al nazismo, vivendo di giornalismo e letteratura. A partire dal 1943 Yvan Goll pubblica nella sua rivista Hémisphères e nelle omonime edizioni opere di Saint-John Perse, Aimé Césaire, Breton, Alain Bosque, Henry Miller, Kurt Seligmann e giovani poeti americani.
La Leucemia, di cui soffre dal 1944, lo tiene in esilio lontano dalla Francia e l'esplosione della Bomba atomica gli ispira un'opera poetica in cui occupano un grande spazio le forze ctonie, l'Alchimia, la Cabala ebraica e la disintegrazione della materia. Al suo ritorno in Francia pubblica le sue raccolte di poesie e definisce il proprio concetto di arte, il Réisme.
Muore nel 1950 a 58 anni lasciando un testamento poetico Traumkraut (L'erba di sogno), che sarà pubblicato dalla vedova Claire, oltre a numerose poesie inedite.

## Opere
- 1912 : Chansons populaires lorraines
- 1914 : Le Canal de Panama
- 1915 : Élégies internationales. Pamphlets contre cette guerre. Lausanne, Éditions des Cahiers expressionnistes
- 1917 : Le Requiem pour les morts de 1916
- 1920 : Les Immortels
- 1922 : Mathusalem ou l'Éternel Bourgeois
- 1922 : Les Cinq Continents, Anthologie mondiale de la poésie contemporaine, Paris, La Renaissance du livre
- 1923 : Le Nouvel Orphée, Éditions de la Sirène
- 1924 Der Eiffelturm Verlag Berlin 128 p avec illustrations de Delaunay et Fernand Léger.
- 1924 : Surréalisme, revue en un seul numéro, Paris, 1 octobre 1924[1]. Réimpression par Jean-Michel Place, Paris, 2004
- 1925 : Gold. Die fabelhafte Geschichte des Generals Johann August Suter (traduction en allemand de L'Or de Blaise Cendrars), Basel, Rhein-Verlag
- 1925 : Poèmes d'amour (avec Claire), Paris, Jean Budry et Cie
- 1926 : Poèmes de jalousie (avec Claire), Paris, Jean Budry et Cie
- 1927 : Poèmes de la vie et de la mort (avec Claire), Paris, Jean Budry et Cie
- 1927 : Die Eurokokke (Lucifer vieillissant), récit, Berlin
- 1927 : Le Microbe de l'or, roman, Paris, Émile-Paul frères
- 1928 : À bas l’Europe et sa version en allemand, Der Mitropäer
- 1929 : Agnus Dei, Paris, Émile-Paul frères
- 1929 : Sodome et Berlin, roman, Paris, Émile-Paul frères. (Edizione italiana: Ivan Goll, Sodoma e Berlino, trad. di Ettore Capriolo. Il formichiere, Milano, 1975[2]
- 1934 : Lucifer vieillissant, Paris, Corrêa
- 1935 : Chansons malaises, Paris, Éditions Poésie et Cie
- 1936 : La Chanson de Jean Sans Terre, poème
- 1938 : Deuxième livre de Jean Sans Terre, Paris, Poésie et Cie
- 1939 : Troisième livre de Jean sans Terre, Paris, Poésie et Cie
- 1946 : Fruit from Saturn, poèmes en anglais
- 1950 : Le Mythe de la Roche percée, poème accompagné de trois eaux-fortes de Yves Tanguy, Paris, éditions Hémisphères
- 1951 : Das Traumkraut, œuvre posthume. (Edizione italiana)
- 1951 : Dix mille aubes, illustré par Marc Chagall, Paris, Falaize
- 1971 : L'Herbe du songe,traduction de Das Traumkraut par Claire Goll et Claude Vigée, lithographies de Sonia Delaunay, Éditions Caractères. (Edizione italiana: Yvan Goll, Erba di sogno, prefazione di Claire Goll, trad. Lia Secci, Einaudi, 1970)
- 2016 : Écrits pacifistes : poèmes et proses : 1914-1920, Nancy, Éditions ASPECT